# Maurice Martens
Maurice Martens  est un footballeur international belge, né le 5 juin 1947 à Alost (Belgique).
Il a évolué comme défenseur dans les deux principaux clubs bruxellois. Il est champion de Belgique en 1968 avec le RSC Anderlecht. Il rejoint le  Racing White en 1971. Dans ce club, il est reconnu comme le meilleur joueur de l'année 1973 avec le Soulier d'or. Cette même année le Racing White change son appellation en RWDM en déménageant dans le stade du Daring Club de Molenbeek qui arrête ses activités et disparaît . Deux ans après, il est à nouveau Champion de Belgique.
Maurice Martens a également eu une carrière internationale: il a fait partie des Diables rouges de 1971 à 1980. Avec l'équipe nationale, il a participé aux Championnats d'Europe en 1972 et 1980.

## Palmarès
- International de 1971 à 1980 (26 sélections et 2 buts marqués)
- Vice-Champion d'Europe 1980
- Participation à l'Euro 1972
- Présélection à la Coupe du monde 1970
- Soulier d'or belge en 1973
- Champion de Belgique en 1968 avec le RSC Anderlecht
- Champion de Belgique en 1975 avec le RWD Molenbeek

## Divers
Maurice Martens apparaît au cinéma, dans un rôle de légende de football, dans le film belge: Le monde nous appartient, de Stephan Streker